# Размерность Лебега
Размерность Лебега или топологическая размерность — размерность, определённая посредством покрытий, важнейший инвариант топологического пространства.
Размерность Лебега пространства {\displaystyle X} обычно обозначается {\displaystyle \dim X}.

## Определение

### Для метрических пространств
Для компактного метрического пространства {\displaystyle X} размерность Лебега определяется как наименьшее целое число {\displaystyle n}, обладающее тем свойством, что при любом {\displaystyle \varepsilon >0} существует конечное открытое {\displaystyle \varepsilon }-покрытие {\displaystyle X}, имеющее кратность {\displaystyle \leqslant n+1};
При этом
- {\displaystyle \varepsilon }-покрытием метрического пространства называется покрытие, все элементы которого имеют диаметр {\displaystyle <\varepsilon }, а
- кратностью конечного покрытия пространства {\displaystyle X} называется наибольшее такое целое число {\displaystyle k}, что существует точка пространства {\displaystyle X}, содержащаяся в {\displaystyle k} элементах данного покрытия.

### Для топологических пространств
Для произвольного нормального (в частности, метризуемого) пространства {\displaystyle X} размерностью Лебега называется наименьшее целое число {\displaystyle n} такое, что для всякого конечного открытого покрытия пространства {\displaystyle X} существует вписанное в него (конечное открытое) покрытие кратности {\displaystyle n+1}.
При этом покрытие {\displaystyle {\mathcal {P}}} называется вписанным в покрытие {\displaystyle {\mathcal {Q}}}, если каждый элемент покрытия {\displaystyle {\mathcal {P}}} является подмножеством хотя бы одного элемента покрытия {\displaystyle {\mathcal {Q}}}.

## Примеры
- Нульмерные пространства: одноточечное пространство, дискретное пространство, канторово множество.
  - См. также нульмерное пространство.
- Одномерные пространства: окружность, треугольник Серпинского, ковёр Серпинского, губка Менгера
  - См. также кривая Урысона

## Свойства
- Неравенство
{\displaystyle \dim(X\times Y)\leqslant \dim X+\dim Y.}

выполняется при одном из следующих требований на топологические пространства {\displaystyle X} и {\displaystyle Y}:
- метризуемость,
- компактность,
- локальная компактность и паракомпактность.

Существуют примеры пар пространств для которых это неравенство нарушается; это неравенство может также оказаться строгим, например для некоторых пар поверхностей Понтрягина.
- Размерность Лебега метрического пространства не превосходит его размерности Хаусдорфа.
  - Более того, размерность Лебега метризуемого сепарабельного пространства {\displaystyle X} совпадает с точной нижней гранью размерностей Хаусдорфа по всем метрикам на {\displaystyle X}.
- Теорема Остранда о крашенной размерности: нормальное пространство {\displaystyle X} имеет размерность {\displaystyle \dim X\leqslant n} тогда и только тогда, когда для любого локально конечного открытого покрытия {\displaystyle {\mathcal {U}}=\{U_{\alpha }\}_{\alpha \in {\mathcal {A}}}} пространства {\displaystyle X} существует вписанное покрытие {\displaystyle {\mathcal {V}}}, которое состоит из {\displaystyle n+1} подсемейств {\displaystyle {\mathcal {V}}_{1},{\mathcal {V}}_{2},\dots ,{\mathcal {V}}_{n+1}} таких, что каждое подсемейство {\displaystyle {\mathcal {V}}_{i}} состоит из непересекающиеся между собой множеств.

## История
Впервые введена Анри Лебегом.
Он высказал гипотезу, что размерность {\displaystyle n}-мерного куба равна {\displaystyle n}.
Лёйтзен Брауэр впервые доказал это.
Точное определение инварианта {\displaystyle \dim X} (для класса метрических компактов) дал Павел Самуилович Урысон.